# Nuovi Argomenti
Nuovi Argomenti est une revue italienne fondée en 1953 à Rome par Alberto Carrocci et Alberto Moravia

## Source de traduction
- (it) Cet article est partiellement ou en totalité issu de l’article de Wikipédia en italien intitulé « Nuovi Argomenti » (voir la liste des auteurs).